# Walerij Kubasow
Walerij Nikołajewicz Kubasow, ros. Валерий Николаевич Кубасов (ur. 7 stycznia 1935 w mieście Wiazniki, zm. 19 lutego 2014 w Moskwie) – radziecki kosmonauta, Lotnik Kosmonauta ZSRR.

## Życiorys
W 1952 roku rozpoczął studia w Moskiewskim Instytucie Lotniczym. Po ich ukończeniu w 1958 roku pracował w biurze konstrukcyjnym. W międzyczasie zdobył stopień kandydata nauk technicznych.
W oddziale kosmonautów od 27 maja 1968 do 3 listopada 1993. Brał udział w trzech misjach Sojuz jako inżynier pokładowy: Sojuz 6 oraz Sojuz 19 i jako dowódca Sojuz 36.
Pierwszy lot w ramach misji Sojuz 6 miał miejsce w dniach 11-16 października 1969. Prowadzono podczas niego po raz pierwszy eksperymenty ze spawaniem w kosmosie. Sygnał wywoławczy: Antiej-2. Długość lotu: 4 doby, 22 godziny, 42 minuty, 47 sekund.
Kubasow miał brać udział w misji Sojuz 11 w składzie podstawowej załogi, ale rutynowe prześwietlenie cztery dni przed startem wykazało u niego podejrzenie gruźlicy i załogę zastąpiono załogą rezerwową.
Drugi lot w ramach misji Sojuz 19 miał miejsce w dniach od 15 do 21 lipca 1975. Podczas lotu doszło do połączenia na orbicie z amerykańskim statkiem Apollo. Sygnał wywoławczy: Sojuz-2. Długość lotu: 5 dób, 22 godziny, 30 minuty, 51 sekund.
Trzeci lot w ramach misji Sojuz 36 miał miejsce od 26 maja do 3 czerwca 1980, do stacji kosmicznej Salut 6, razem z węgierskim kosmonautą Bertalanem Farkasem. Na Ziemię powrócił statkiem Sojuz 35. Sygnał wywoławczy: Orion-1. Długość lotu: 7 dób, 20 godzin, 45 minut, 44 sekundy.
W listopadzie 1993 roku opuścił korpus kosmonautów, kontynuował pracę jako zastępca dyrektora jednego z oddziałów RKK Energia. Od 1997 był konsultantem naukowym w RKK Energia.

## Nagrody i odznaczenia
- dwukrotnie Medal „Złota Gwiazda” Bohatera Związku Radzieckiego (1969, 1975)
- trzykrotnie Order Lenina (1969, 1975, 1980)
- Bohater Węgierskiej Republiki Ludowej (1980)[3]
- Medal „Weteran pracy” (1985)
- Dekretem Prezydenta Federacji Rosyjskiej Dmitrija Miedwiediewa, № 436 z 12 kwietnia 2011, został odznaczony Medalem „Za zasługi w podboju kosmosu”[4]
- Universal Astronaut Insignia za lot orbitalny (nr 40, pośmiertnie) – Stowarzyszenie Uczestników Lotów Kosmicznych (Association of Space Explorers(inne języki))[5]

## Wykaz lotów
| Loty kosmiczne, w których uczestniczył Walerij Kubasow                   | Loty kosmiczne, w których uczestniczył Walerij Kubasow | Loty kosmiczne, w których uczestniczył Walerij Kubasow | Loty kosmiczne, w których uczestniczył Walerij Kubasow | Loty kosmiczne, w których uczestniczył Walerij Kubasow | Loty kosmiczne, w których uczestniczył Walerij Kubasow | Loty kosmiczne, w których uczestniczył Walerij Kubasow |
| №                                                                        | Data startu                                            | Statek kosmiczny                                       | Data lądowania                                         | Statek kosmiczny                                       | Funkcja                                                | Czas trwania                                           |
| ------------------------------------------------------------------------ | ------------------------------------------------------ | ------------------------------------------------------ | ------------------------------------------------------ | ------------------------------------------------------ | ------------------------------------------------------ | ------------------------------------------------------ |
| 1                                                                        | 11 października 1969                                   | Sojuz 6                                                | 16 października 1969                                   | Sojuz 6                                                | inżynier pokładowy                                     | 4 dni 22 godziny 42 minuty i 47 sekund                 |
| 2                                                                        | 15 lipca 1975                                          | Sojuz 19                                               | 21 lipca 1975                                          | Sojuz 19                                               | inżynier pokładowy                                     | 5 dni 22 godziny 30 minut i 51 sekund                  |
| 3                                                                        | 26 maja 1980                                           | Sojuz 36                                               | 3 czerwca 1980                                         | Sojuz 35                                               | dowódca                                                | 7 dni 20 godziny 45 minut i 44 sekundy                 |
| Łączny czas spędzony w kosmosie — 18 dni 17 godzin 59 minut i 22 sekundy |                                                        |                                                        |                                                        |                                                        |                                                        |                                                        |